# 釜山交通公社4000系電車
4000系電車（4000けいでんしゃ）は、釜山交通公社が保有する通勤形電車。4号線で使われている。

## 概要
2008年から2009年にかけて、17編成102両が製造された。

## 編成
6両1編成の通勤型電車である。集電方法は議政府軽電鉄や釜山-金海軽電鉄などと同じように線路から電流を供給する第三軌条方式が選択された。無人運転ではあるが、必要に応じて運転士が手動で運転できるようになっている。また、内部は通常の電車と同じである。なお無人運転のため列車の前後の窓を介して風景を鑑賞することができる。
デザインはメーカーである宇進産電がGKデザイン総研広島に依頼して提案された10つのデザイン案をさらに絞り込み、最終的に候補に残った3つのデザイン案を市民の投票によって選出されたものを採用している。

## 画像

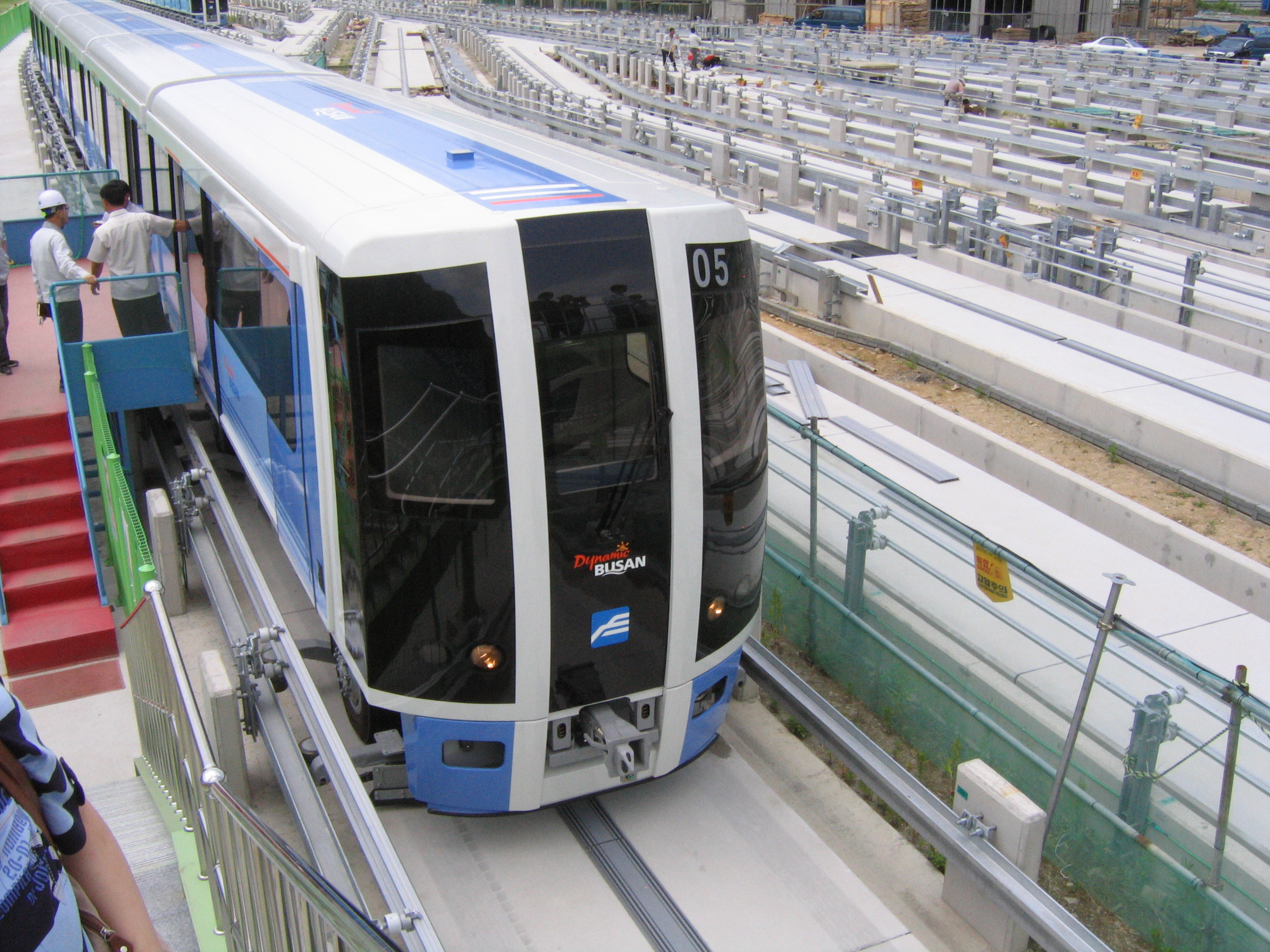
405編成
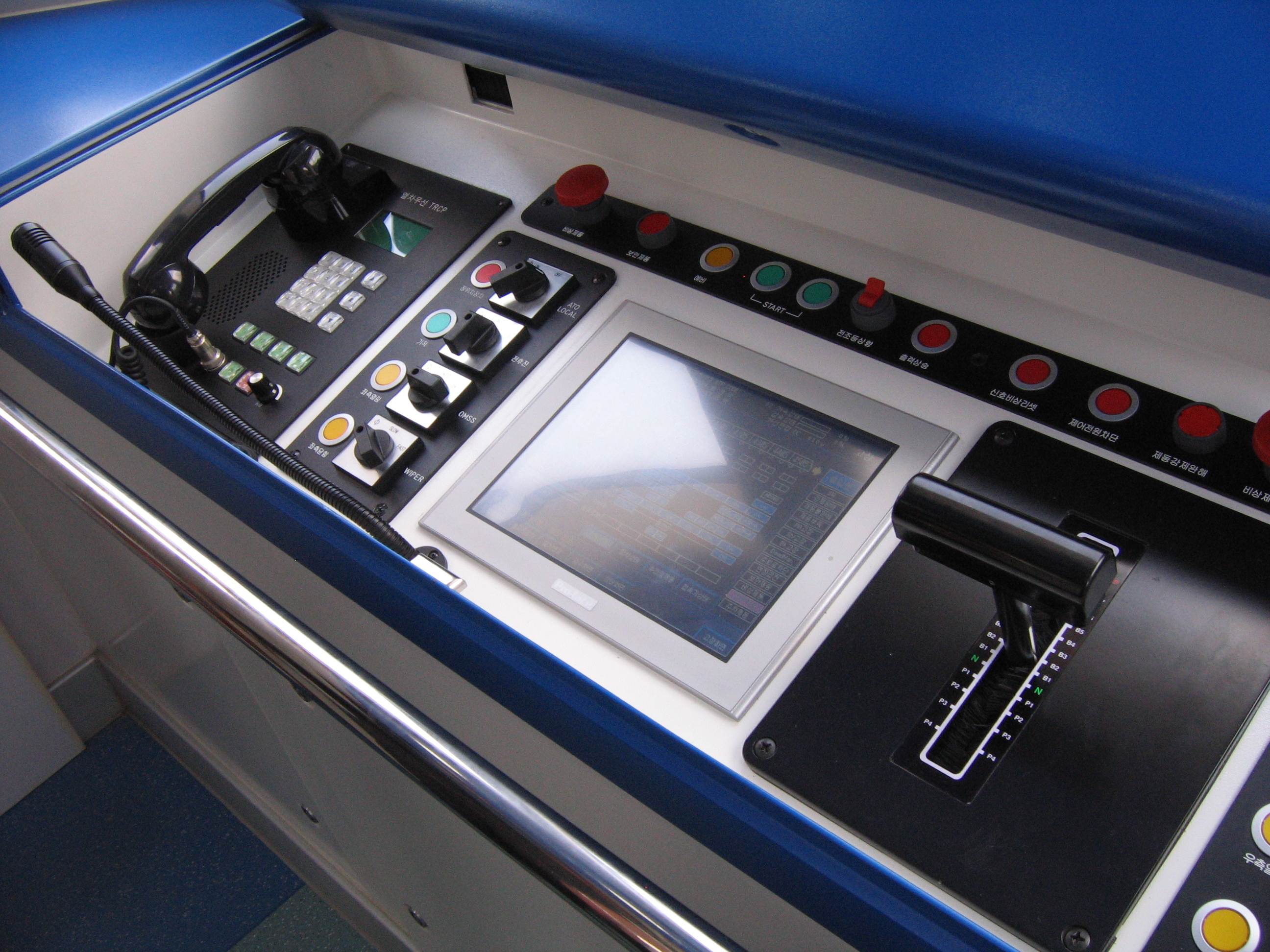
緊急時手動運転用マスコン (運転台)
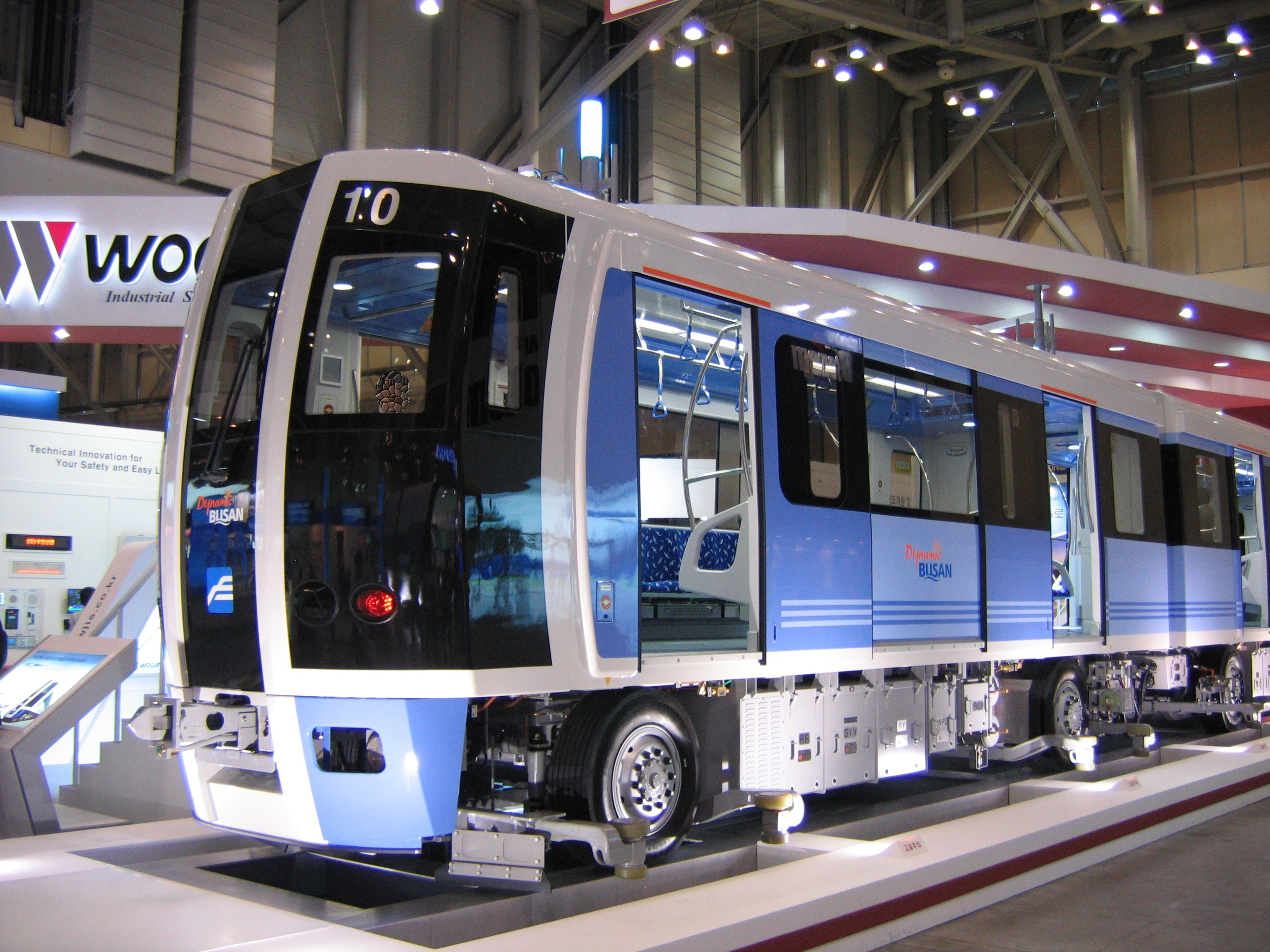
BEXCOに展示された4000系電車